# 法尔哈德·哈尔基
法尔哈德·哈尔基（1991年4月20日—）本名何知春，哈萨克斯坦籍举重运动员。代表哈萨克斯坦于2016年夏季奧林匹克運動會男子62公斤级比赛中获得铜牌。
哈尔基在一次美替诺龙藥物測試呈阳性后，从2013年7月起被停赛两年。